# Здолбуновская городская община
Здолбуновская городская община (укр. Здолбунівська міська громада) — территориальная община в Ровненском районе Ровненской области Украины.
Административный центр — город Здолбунов.
Население составляет 30481 человек. Площадь — 150,6 км².
В соответствии с распоряжением Кабинета Министров Украины от 12 июня 2020 года, в состав общины вошла территория Здолбуновского городского совета, а также Богдашевского, Глинского, Копытковского, Новосёлковского и Пятигорского сельских советов упразднённого Здолбуновского района.

## Населённые пункты
В состав общины входят 1 город и 13 сёл:
- Город Здолбунов
- Копытковский старостинский округ:
  - Копытково
  - Марьяновка
  - Новомыльск
  - Новосёлки
  - Степановка
- Пятигорский старостинский округ:
  - Богдашев
  - Глинск
  - Загора
  - Ильпень
  - Кошатов
  - Орестов
  - Подцурков
  - Пятигоры